# スターク・サンズ
スターク・サンズ（Stark Sands、1978年9月30日 - ）は、アメリカ合衆国の俳優。

## 出演作品

### 映画
- 11:14（ティム）
- チェイシング・リバティ（グラント・ヒルマン）
- ミッションX（ブラッド）
- Shall We Dance?（エヴァン・クラーク）
- 父親たちの星条旗（ウォルター・ガスト）
- デイ・オブ・ザ・デッド（バッド・クレイン）
- インサイド・ルーウィン・デイヴィス 名もなき男の歌（トロイ・ネルソン）
- ペンタゴン・ペーパーズ/最高機密文書（ドナルド・E・グラハム）

### テレビシリーズ
- シックス・フィート・アンダー
- NIP/TUCK マイアミ整形外科医
- ジェネレーション・キル 兵士たちのイラク戦争（ナザニエル・“ネイト”・フィック中尉）
- マイノリティ・リポート（ダッシュ・パーカー）
- LAW & ORDER:性犯罪特捜班